# TKF
TKF（ティーケーエフ、Tamura Kenji Family）とは、吉本興業所属のピン芸人、たむらけんじが仲のよい芸人、タレントを集めて結成したグループである。
たむらが知り合いの社長に作らせたTKFオリジナルTシャツやトレーナーが存在し、所属メンバーはそれらの衣装を着てTV出演することも多い。

## 名前の由来
TKF（TたむらKけんじFファミリー）の略称である。DHF（大助・花子ファミリー）をもじっている。

## メンバー
- たむらけんじ
- 海原やすよ・ともこ（海原やすよ、海原ともこ）
- $10（現：テンダラー）（白川悟実、浜本広晃）
- サバンナ（高橋茂雄、八木真澄）
- シャンプーハット（こいで、てつじ）
- 野性爆弾（くっきー、ロッシー）
- ブラックマヨネーズ（吉田敬、小杉竜一）
- ランディーズ（高井俊彦、中川貴志）
- チュートリアル（徳井義実、福田充徳）
- レギュラー（西川晃啓、松本康太）
- 天津（木村卓寛、天津飯大郎）
- ダイアン（ユースケ、津田篤宏）
- 千鳥（大悟、ノブ）
- スマイル（瀬戸洋祐、ウーイェイよしたか）
- ミサイルマン（岩部彰、西代洋）
- 亜修羅（大脇拓平、ウ・キリュウ、SAKU）※解散
- なかやまきんに君
- すっちー
- 宮根誠司
- 大林素子[1]

他多数
たむらけんじ邸などで新年会に参加したりするメンバーは以上のものであるが、1度でもTシャツなどのTKFグッズまたは炭火焼肉たむらのレトルトカレーをもらった芸能人は面識の有無を問わず、たむらにTKFとして認識されることになっているため、メンバーである事を自覚していない人も多い。ナインティナインの岡村隆史などがその例である。上地雄輔とmisonoの二人はTシャツの代わりに「炭火焼肉たむらのお肉が入ったカレー」のレトルトカレーを受け取りTKFとなった。
また、レトルトカレーは新大阪等の駅でも売られている為、それを購入した一般市民もファミリーの一員となる。Tシャツは着た人間がメンバーになり、こちらも面識の有無は問わない（事実、宮迫博之がTシャツをあげた相手である宮迫の妻としあつ野郎も、たむらと面識がないにも関わらず、メンバーである）。
サバンナ高橋曰く「あのTシャツは後輩に流れるか寝巻きになるかのどっちか」とのことである。

## エピソード
- 新米の季節になると、高層ビルの最上階を借り切って、ビルの地下で売ってる高級食材をおかずに獲れたての新米を楽しむ「お米パーティー」なるものが開かれる。しかし、最上階を借りるようになったのはたむらが焼肉屋を成功させてからのため、ある年のパーティー中、自前の望遠鏡で下を覗いて「庶民にはこんなこと出来へんやろ!!」と声高らかに笑ったことがある[2]。
- TKFの面々でサンテレビの2007年〜2008年の年越しカウントダウン番組「たむけんファミリーで年越しっちゃー」を行ったことがある。しかし、それを「アメトーーク!」で話したところ、MCの雨上がり決死隊宮迫が「2007年のテレ東の年越し番組に出てたよね?」と追求、その結果、「5!4!3!2!1!0～!!」のカウントダウンも含めて全て録画である事が発覚した[2]。
- TKFのイベントの前座でたむらが「たむけんサンバ」をやろうと提案、中身をみるとそのまんま「マツケンサンバ」だった（「マ・ツ・ケ・ン・サンバ〜」を「た・む・け・ん・サンバ〜」に変えただけのもの）[2]。そんな余興でも不真面目な者には不快感を示し、ブラックマヨネーズ小杉が真面目に踊っていなかった時にサバンナ高橋に「小杉のサンバがサンバじゃない」と愚痴り高橋は「本気で怒ってるから小杉殺されるんちゃうか?」と思い小杉に真剣な内容の電話をした結果次の稽古から小杉は本気で踊った（高橋曰く「『オ・レ！』の時の腕の伸び方が尋常じゃなかった」）。しかし愚痴っていたたむらを落ち着かせようとして、たむらを宥めにかかったサバンナ八木の言動が少々真剣さがなかったため、八木は非常に怒られた。
- ある日のTKFのイベント終わり、たむらが「東京で売れっ子のチュートリアルやブラマヨまで来てくれて嬉しい！」と感激し、勢いで「今日の俺のギャラは要らんから、全員に分配したってくれ！」と言った。マネージャーが止めるも「分配してくれ！」と聞かない。そんなたむらに業を煮やしたマネージャーが「たむらさん…、ギャラを分配したところで、一人300円しか増えないんですよ！」と言った。
- 芸人以外のメンバーの中では大相撲力士の魁皇と特に良く飲み、サバンナを含め4人で飲みに行った際に、たむらと魁皇の飲み比べが始まり結果的にたむらが泥酔してしまい後日二日酔いでたむらが寝ているとたむらの嫁が「あんた、玄関先に相撲取りおるわ!!」と叫んでおり、魁皇が謝りにきたことがある。
- 2012年9月に放送された『東西芸人いきなり!2人旅』にて、たむらが我が家の杉山裕之と2人旅をした際に、2人は意気投合・杉山がTKFへのメンバー加入を熱望し、たむらからTシャツが渡され、晴れてメンバー入りしTKF大祭りの出演も決定した。

## 単独ライブ
- TKF祭り（なんばグランド花月、2005年12月27日）「35人漫才」に挑戦した。
- TKFCARNIVAL（なんばグランド花月、2009年8月6日）「総勢50人で舞台コント」に挑戦した。
- 京橋花月1周年オールナイトバトル〜TKF vs 小籔軍団!?〜（京橋花月、2009年11月27日）
- TKF大祭り（淡路島国営明石海峡公園、2012年10月20日、21日）
- TKF! PARTY!（なんばグランド花月、2014年8月20日）
- EVEMON TKF!（コラントッテホール、週に一度行っている若手のイベント）

## メンバーによるテレビ出演
- 雨上がり決死隊のトーク番組アメトーーク!（テレビ朝日、2009年11月5日）
- 痛快!明石家電視台（MBSテレビ、2013年2月4日）クイズには不定期出演

## DVD
- たむらけんじファミリー「TKF CARNIVAL 2009」